# Freycinetia backeri
Freycinetia backeri är en enhjärtbladig växtart som beskrevs av Benjamin Clemens Masterman Stone. Freycinetia backeri ingår i släktet Freycinetia och familjen Pandanaceae.
Artens utbredningsområde är Moluckerna. Inga underarter finns listade.